# Electronic serial number
Os electronic serial numbers (ESNs), em português números de série eletrônicos, foram criados pela Federal Communications Commission (FCC) dos EUA para identificar, de maneira exclusiva, dispositivos móveis, desde os dias da AMPS nos Estados Unidos, a partir do início dos anos 80. O papel administrativo foi assumido pela Associação das Indústrias de Telecomunicações em 1997 e ainda é mantido por elas. Atualmente, os ESNs são usados principalmente com telefones CDMA (e eram usados anteriormente pelos telefones AMPS e TDMA), em comparação com os números de International Mobile Equipment Identity (IMEI) usados por todos os telefones GSM.
Os primeiros oito bits do ESN eram originalmente o código do fabricante, deixando 24 bits para o fabricante atribuir até 16.777.215 códigos a celulares. Para permitir que mais de 256 fabricantes sejam identificados, o código do fabricante foi estendido para 14 bits, deixando 18 bits para o fabricante atribuir até 262.144 códigos. O código do fabricante 0x80 é reservado da atribuição e é usado como um prefixo de oito bits para pseudo-ESNs (pESN). Os 24 bits restantes são os bits menos significativos do hash SHA-1 de um identificador de equipamento móvel (MEID). Não é garantido que os pseudo-ESNs sejam únicos (o MEID é o identificador exclusivo se o telefone tiver um pseudo-ESN).
Os ESNs geralmente são representados como números decimais de 11 dígitos ou números hexadecimais de oito dígitos. Para o formato decimal, os três primeiros dígitos são a representação decimal dos oito primeiros bits (entre 00 e 255 inclusive) e os oito dígitos seguintes são derivados dos 24 bits restantes e estarão entre 0000000 e 16777215 inclusive. O formato decimal dos pseudo ESNs começará, portanto, com 128. O formato decimal exibe separadamente os códigos do fabricante de oito bits nos três primeiros dígitos, mas os códigos de 14 bits não são exibidos como dígitos separados. O formato hexadecimal exibe um ESN com oito dígitos e também não exibe separadamente códigos de fabricante de 14 bits que ocupam 3,5 dígitos hexadecimais.
Como os ESNs acabaram, um novo formato de número de série, MEID, foi criado pelo 3GPP2 e foi implementado pela Verizon em 2006. Os MEIDs têm 56 bits de comprimento, o mesmo comprimento do IMEI e, de fato, o MEID foi criado para ser um superconjunto de IMEI. A principal diferença entre MEID e IMEI é que o MEID permite dígitos hexadecimais, enquanto o IMEI permite apenas dígitos decimais - "O IMEI deve consistir apenas em dígitos decimais (0 a 9)".
O último dos códigos ESN não utilizados anteriormente foi alocado em novembro de 2008. Os pedidos de designações foram aceitos até 30 de junho de 2010 usando códigos ESN recuperados, aqueles previamente atribuídos a telefones AMPS ou TDMA e, portanto, não presentes nos sistemas CDMA2000. Os códigos recuperados também foram usados para atribuições de UIMID. Os códigos são atribuídos de acordo com as diretrizes do setor.
Embora as atribuições da ESN ainda possam ocorrer no futuro com base em solicitações recebidas antes de 30 de junho de 2010, não existem atribuições feitas desde 31 de dezembro de 2010.